# Woltwiesche
Woltwiesche ist ein Ortsteil der Gemeinde Lengede im Landkreis Peine in Niedersachsen.

## Geografie
Woltwiesche [voltˈviʃə] liegt im Übergangsbereich zwischen den Ausläufern des nördlichen Harzvorlandes und dem Norddeutschen Tiefland, linksseitig des Flusses Fuhse.
Die Ortschaft liegt an der Landesstraße L 619 zwischen Braunschweig und Hildesheim, sowie zwischen der Kreisstadt Peine und der Stadt Salzgitter, nördlich der Bahnstrecke Hildesheim–Braunschweig.

## Geschichte
Woltwiesche wurde im Jahr 1022 in einem Güterverzeichnis des Klosters St. Michaelis zu Hildesheim erstmals urkundlich erwähnt.
Im Jahr 1910 hatte Woltwiesche 588 Einwohner.
Am 1. Juli 1972 wurde Woltwiesche, im Zuge der Gebietsreform in Niedersachsen aus dem Landkreis Wolfenbüttel ausgegliedert und mit den bis zu diesem Zeitpunkt selbstständigen Gemeinden Barbecke, Broistedt, Klein Lafferde und Lengede, zur neugeschaffenen Einheitsgemeinde Lengede im Landkreis Peine zusammengefasst.

## Religion

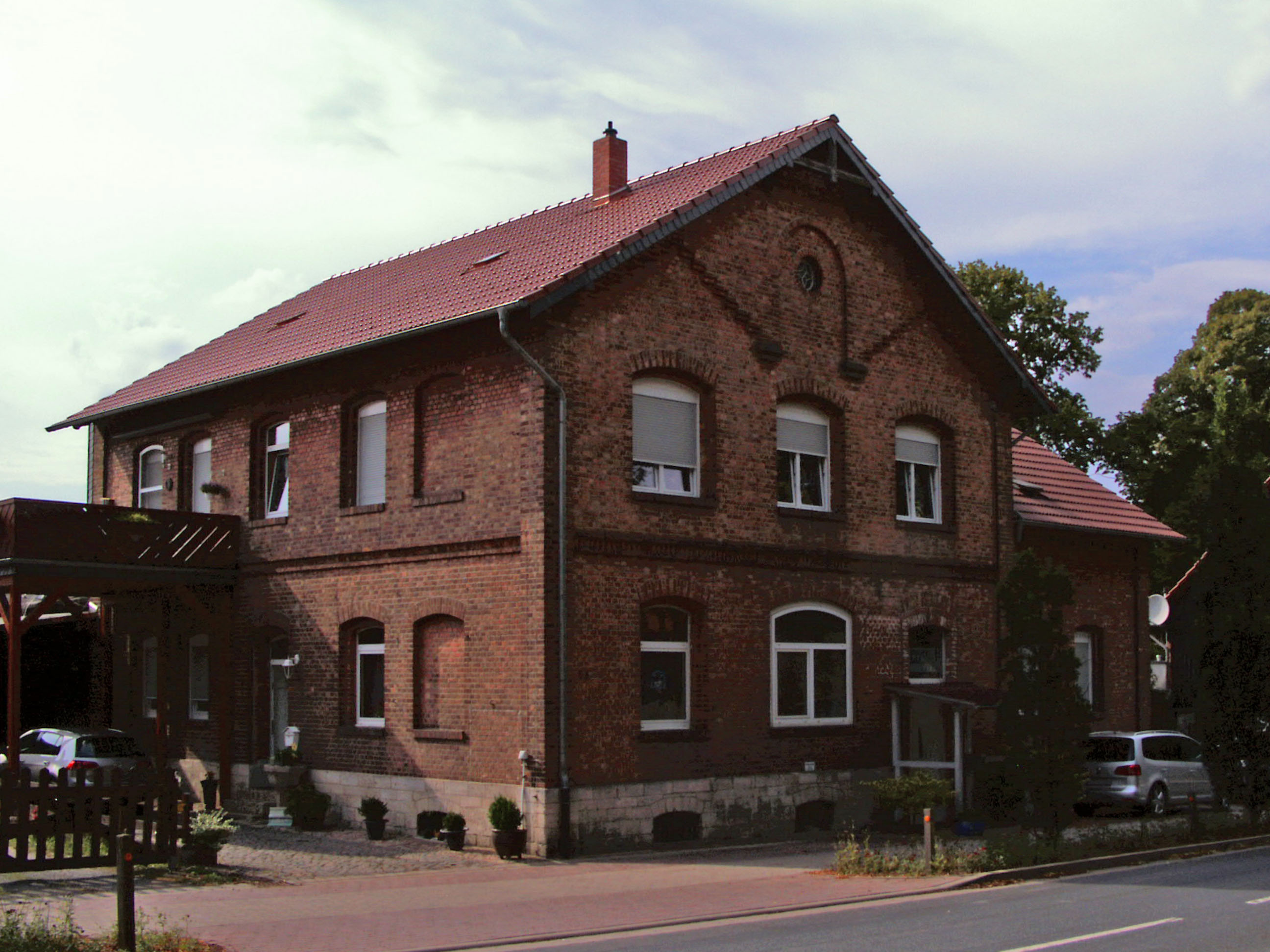
Ehemaliges Molkereigebäude, in dem sich die Kapelle befand

Im Jahr 1994 wurde die katholische Kapelle Christ König, die in einer ehemaligen Molkerei untergebracht war, profaniert.

## Politik
Der Ortsrat, der Woltwiesche vertritt, setzt sich aus sieben Mitgliedern zusammen. Die Ratsmitglieder werden durch eine Kommunalwahl für jeweils fünf Jahre gewählt. Der Ortsbürgermeister ist Sven Anders.
Bei der Kommunalwahl 2021 ergab sich folgende Sitzverteilung:
| Ortsrat 2021Insgesamt 7 Sitze - SPD: 4 - CDU: 3 | Ortsratswahl 2021Wahlbeteiligung: 58,5 % 6050403020100 51,1 %48,9 % SPDCDU |

### Wappen
| Wappen von Woltwiesche | Blasonierung: „Geteilt von Gold und Schwarz; oben ein dreiblättriges grünes Kleeblatt, unten ein goldenes Bronzekreuz.“ |
| Wappen von Woltwiesche | Wappenbegründung: Woltwiesche wurde, vielleicht an der Stelle einer älteren Siedlung, um das Jahr 800 neu angelegt, also zur Zeit der Sachsenkriege Karls des Großen. Auf dem Mühlenberg südlich des Dorfes, einer alten Begräbnisstätte, hat man ein Bronzekreuz „Karolingerkreuz“ ausgegraben. Es findet sich in der unteren Wappenhälfte wieder. Das Kleeblatt versinnbildlicht volksetymologisch den Ortsnamen als „Waldwiese“, obwohl dieser möglicherweise „Wohld-Grenzverhau“ bedeutet. Das Wappen wurde vom Heraldiker Gustav Völker gestaltet und am 20. Dezember 1952 durch das Niedersächsische Ministerium des Innern genehmigt. |

## Persönlichkeiten
- Gustav Borchers (1865–1913), Gesangspädagoge
- Uwe Giffei (* 1972), Politiker
- Willi Langemann (* 1939), Fußballspieler